# Mossrosor
Mossrosor (Rosa Centifolia Muscosa-Gruppen) är en grupp av rosor. De har uppkommit som mutationer hos centifoliarosor där blomstjälkar och foderblad täcks av förgrenade glandelhår och ser mossbevuxna ut. Det förekommer så kallade mossmutationer hos andra rosor än centifoliarosorna, dessa räknas dock inte till mossrosorna.
Motsvarar "Moss" och "Climbing Moss" i Modern Roses 11.
Mossrosor bildar vanligen medelhöga buskar, 100–180 cm. Blommorna är vanligen starkt fylldblommiga och färgen är vanligen ljust till mörkt rosa. Mossrosor är tämligen härdiga.
En adelsman introducerade mossrosorna i Normandie 1746; de är först omnämnda i England 1724. Under den viktorianska epoken hade rosen ett uppsving.

## Galleri

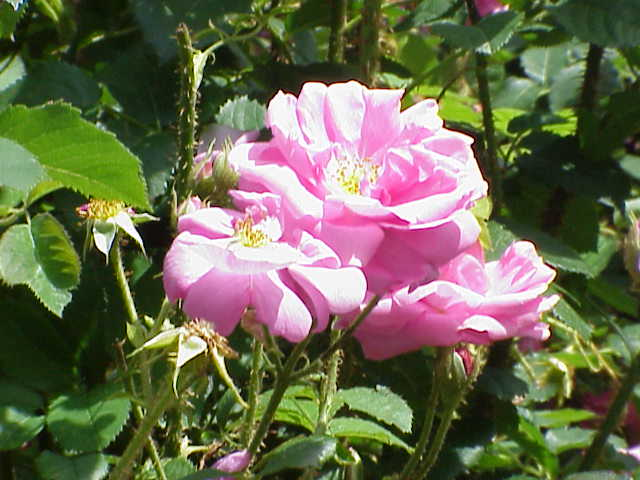
À Longs Pédoncules (M. Robert 1854)
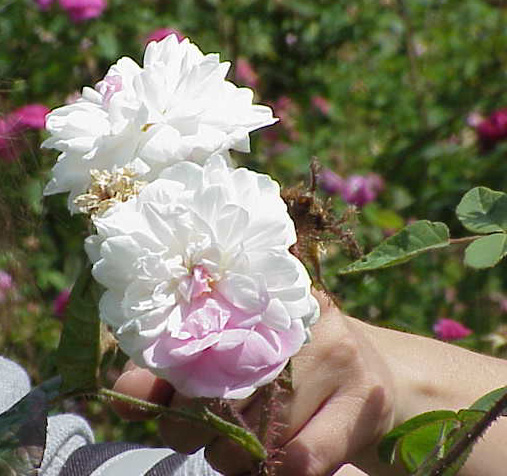
'Shailer's White Moss' (Henry Shailer 1788)

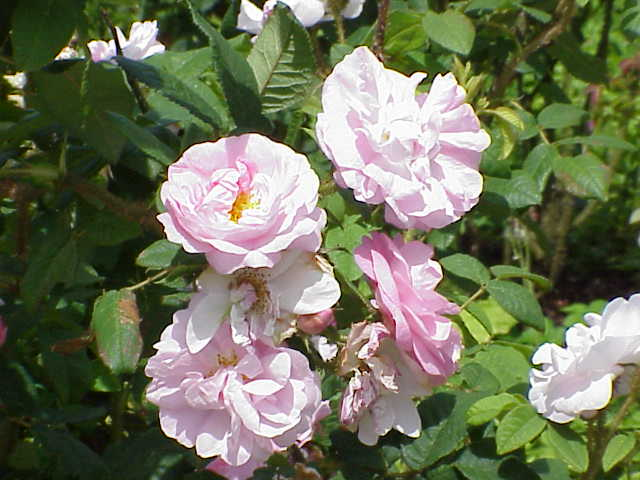
'Général Kléber' (M. Robert 1856)
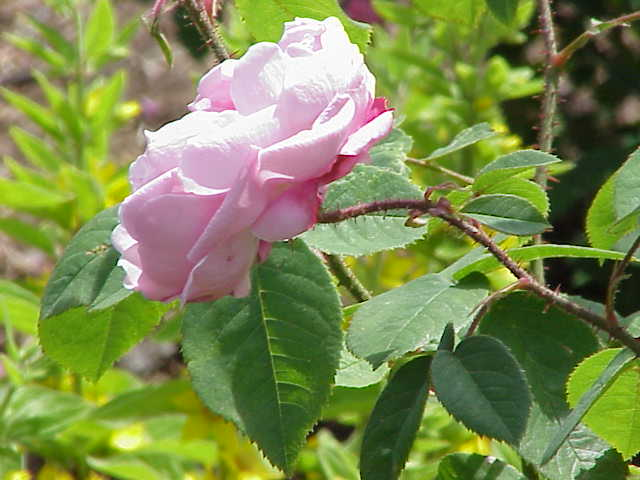
'Jeanne de Montfort'

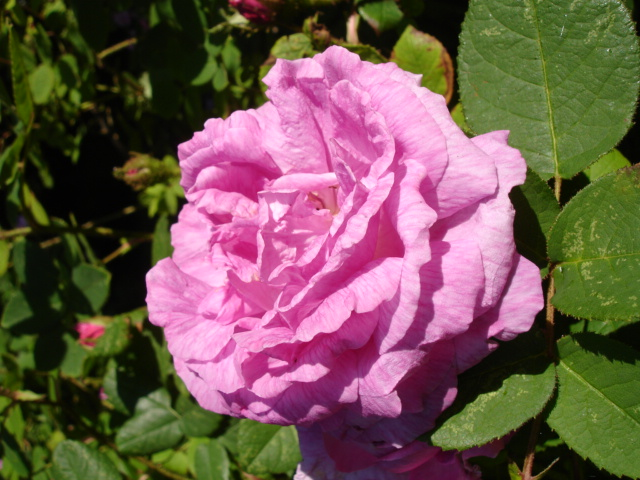
'Julie de Mersent' (Thomas 1854)
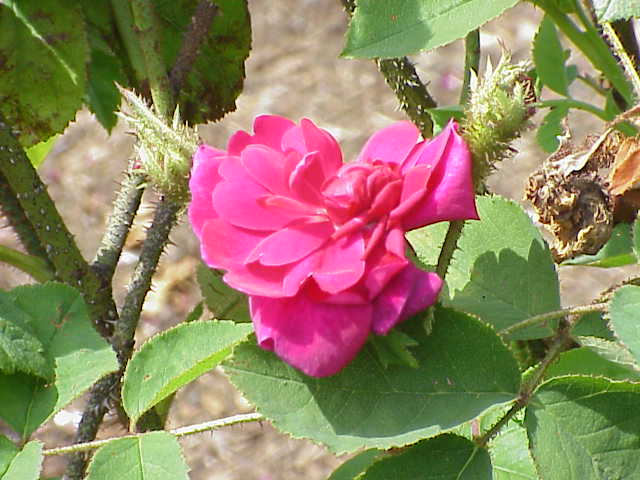
'Mme de la Rôche-Lambert' (M.Robert 1851)

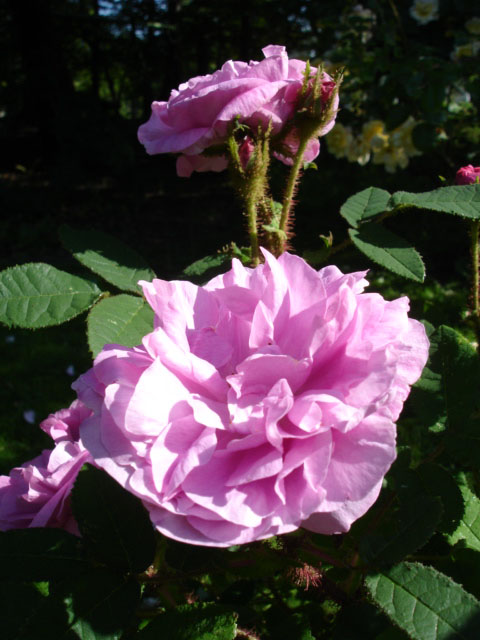
'Mme de la Rôche-Lambert' (M. Robert 1851)
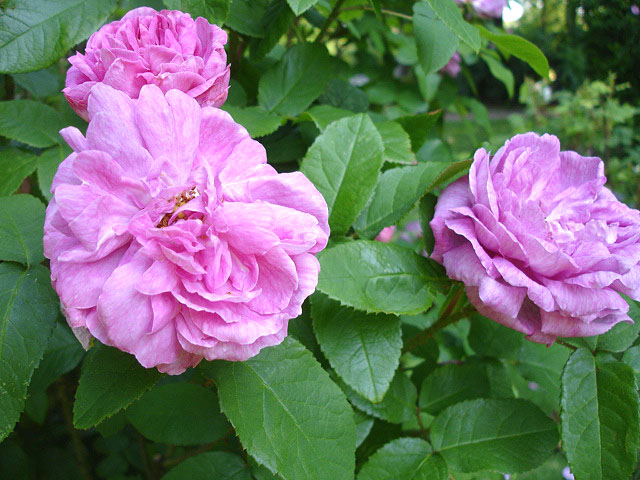
'Mme William Paul' (Moreau-Robert 1869)

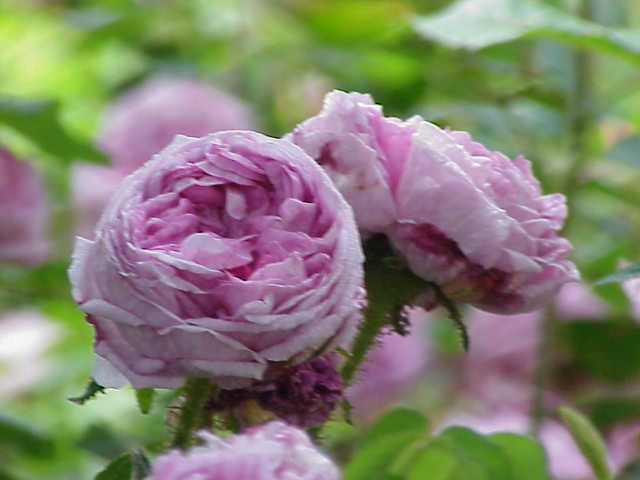
'Mousseux Ancien' (Vibert)
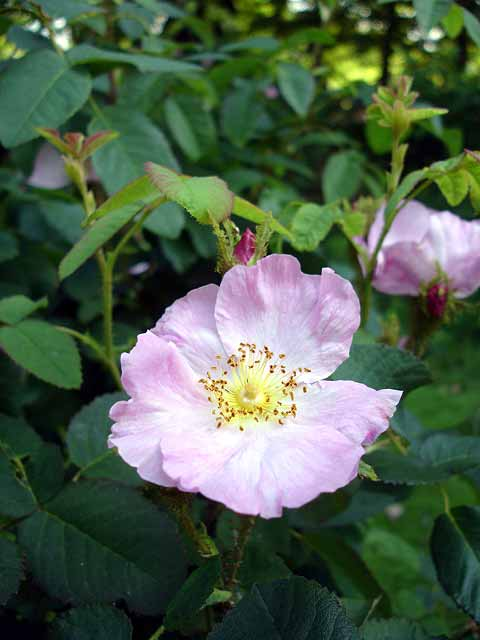
'Muscosa Simplex' (okänd härkomst)
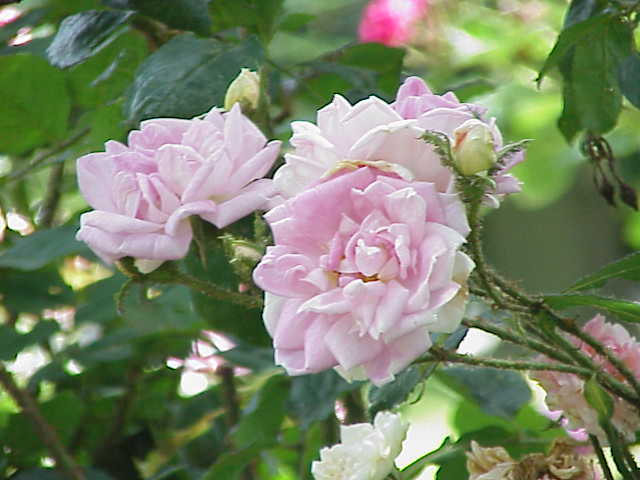
'Robert Léopold' (Buatois 1941)
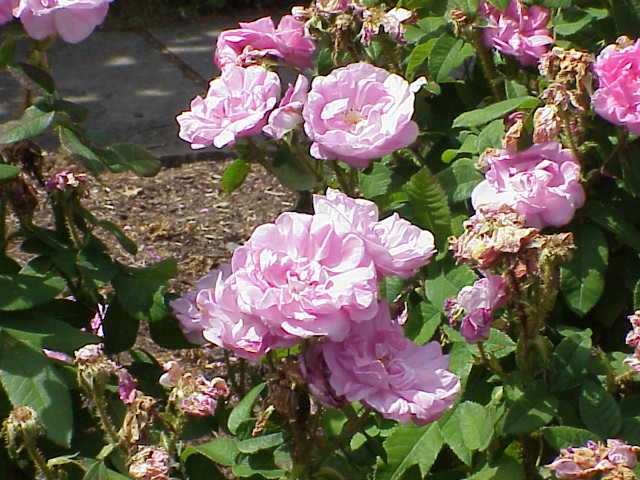
'Duchesse de Verneuil' (Portemer 1856)